# Corey Pusey
Corey Pusey (* 13. Februar 1979 in Sundre, Alberta) ist ein ehemaliger kanadischer Naturbahnrodler. Er fuhr nur im Einsitzer und war in der ersten Hälfte der 2000er-Jahre der international erfolgreichste Naturbahnrodler seines Landes. Von 2000 bis 2007 startete er im Weltcup, wo er in elf Rennen unter die schnellsten 20 kam, sowie bei Weltmeisterschaften, wo er zweimal 21. wurde.

## Karriere
Puseys erster internationaler Wettkampf war die Juniorenweltmeisterschaft 1999 in Hüttau, wo er als bester der vier Kanadier den 19. Platz erzielte. Ab der Saison 1999/2000 startete er im Weltcup. In seinem ersten Winter kam er bereits mehrmals knapp an die Top 20 heran und wurde 25. im Gesamtweltcup. Damit war er punktegleich mit John Gibson bester der fünf Kanadier, die in diesem Winter Weltcuppunkte gewannen. Bei der Weltmeisterschaft 2000 in Olang erreichte Pusey als bester Kanadier den 29. Platz. Nachdem Corey Pusey in der Saison 2000/2001 an keinen internationalen Wettkämpfen teilgenommen hatte, startete er im Winter 2001/2002 wieder im Weltcup. Wie alle Kanadier nahm er aber nur an den letzten beiden Weltcuprennen teil, erzielte mit zwei 27. Plätzen den 38. Rang im Gesamtweltcup und war damit erneut punktegleich mit John Gibson bester Kanadier.
In der Saison 2002/2003 nahm Pusey zum einzigen Mal an allen sechs Weltcuprennen teil. Er erreichte immer Platzierungen um Rang 20 und als bestes Resultat den 16. Platz in Kindberg, womit er 17. im Gesamtweltcup wurde – diesmal als alleiniger bester Kanadier. Noch etwas steigern konnte er sich in der Saison 2003/2004, die zu seiner erfolgreichsten wurde. Pusey fuhr in vier der fünf Weltcuprennen, an denen er teilnahm, unter die schnellsten 20. Sein bestes Karriereergebnis gelang ihm im zweiten Rennen dieser Saison in Grande Prairie, als er im ersten Weltcuprennen das in seinem Heimatland Kanada ausgetragen wurde den 14. Platz erreichte. Im Gesamtweltcup konnte er sich dadurch um zwei Ränge auf Platz 15 verbessern. Auch mit diesem Ergebnis – seiner persönlichen Bestleistung – war er wieder bester Kanadier. Erfolgreich war Pusey auch bei den Weltmeisterschaften, als er 2003 in Železniki und 2005 in Latsch jeweils den 21. Platz erreichte. Zuvor hatte erst einmal ein Kanadier, nämlich Wolfgang Schröttner im Jahre 1992, dieses Resultat bei Weltmeisterschaften erreicht. Besser war zuvor noch kein Kanadier gewesen. Im Weltcup fiel Pusey in der Saison 2004/2005 allerdings deutlich zurück, weil er wie alle aus der kanadischen Mannschaft nur an den drei Weltcuprennen in Oberperfuss und Latzfons teilnahm. Pusey erzielte Resultate zwischen Rang 21 und Rang 26 und wurde 32. im Gesamtklassement.
An vier Weltcuprennen nahm Pusey in der Saison 2005/2006 teil. Dreimal fuhr er unter die schnellsten 20, wobei zwei 16. Plätze in Olang und im zweiten Rennen von Grande Prairie seine besten Ergebnisse waren. Punktegleich mit seinem Landsmann Kaj Johnson erreichte er den 27. Platz im Gesamtweltcup. Sein letztes Weltcuprennen bestritt Corey Pusey am 21. Januar 2007 in Longiarü. Wie alle Kanadier nahm er in der Saison 2006/2007 nur an diesem einen Weltcuprennen teil. Mit Platz 30 gelang ihm allerdings nur das schlechteste Weltcupresultat seiner Karriere. Priorität für die kanadischen Naturbahnrodler hatte in diesem Winter die Weltmeisterschaft. Sie wurde auf der Nighthawk-Strecke in Grande Prairie ausgetragen und war die erste Weltmeisterschaft, die in Kanada und zugleich auch außerhalb Europas stattfand. Die kanadische Mannschaft erhoffte sich nach langem Training auf der Strecke gute Resultate, und zumeist gelang dies auch. Corey Pusey kam jedoch als letzter der vier Kanadier nur auf den 28. Platz. Nach dem WM-Rennen gab Pusey seinen Rücktritt bekannt.

## Sportliche Erfolge

### Weltmeisterschaften
- Olang 2000: 29. Einsitzer
- Železniki 2003: 21. Einsitzer
- Latsch 2005: 21. Einsitzer
- Grande Prairie 2007: 28. Einsitzer

### Juniorenweltmeisterschaften
- Hüttau 1999: 19. Einsitzer

### Weltcup
- Zweimal unter den besten 20 im Einsitzer-Gesamtweltcup
- Elf Top-20-Platzierungen in Weltcuprennen